# Alssundbroen
Alssundbroen (deutsch die Alsensundbrücke) ist eine Rampenbrücke in Dänemark, die über den Als Sund (deutsch Alsensund) führt und die Halbinsel Sundeved (deutsch Sundewitt) mit der Insel Als (deutsch Alsen) verbindet. Die 662 Meter lange Brücke wurde von 1978 bis 1981 gebaut und am 19. Oktober 1981 von Ingrid von Schweden eingeweiht. An der vierspurigen Straßenbrücke endet die von Kliplev kommende dänische Autobahn Sønderborgmotorvejen, die Ende März 2012 eröffnet wurde. Die Autobahn geht einher mit der Fernstraße Primærrute 8, die von Nyborg bis Tønder (deutsch Tondern) führt.
Die Brücke ist Teil einer Umgehungsstraße, die gebaut wurde, um den Verkehr in der Sønderborger (deutsch Sonderburg) Innenstadt zu entlasten. Bis 1981 lief der gesamte Verkehr zwischen Kruså und dem Fährhafen Fynshav durch das Stadtzentrum über die nach dem dänischen König Christian X. benannte Klappbrücke Kong Christian den X’s Bro.
Zuvor gab es unter anderem Planungen, die eine 851 Meter lange Schrägseilbrücke über den Als Sund vorsahen, was für Sønderborg ein neues Wahrzeichen bedeutet hätte. Auch der Bau eines Tunnels wurde in die Planungen mit einbezogen, doch erwiesen sich beide Lösungen als zu teuer.